# Le Buis
Le Buis (tiếng Occitan: Lu Bois) là một xã của tỉnh Haute-Vienne, thuộc vùng Nouvelle-Aquitaine, miền trung nước Pháp.